# Insulina detemir
La insulina detemir, comercializada bajo la marca Levemir entre otras, es una forma modificada de insulina médica de acción prolongada que se utiliza para tratar la diabetes de tipo 1 y de tipo 2. Se administra mediante inyección subcutánea. Se inyecta bajo la piel. Es eficaz hasta 24 horas.
Los efectos secundarios comunes incluyen niveles bajos de azúcar en sangre, reacciones alérgicas, dolor en el lugar de la inyección y aumento de peso. Su uso durante el embarazo y la lactancia parece seguro.  Funciona aumentando la cantidad de glucosa que absorben los tejidos y disminuyendo la cantidad de glucosa producida por el hígado.
La insulina detemir fue aprobada para uso médico en la Unión Europea en junio de 2004 y en los Estados Unidos en junio de 2005.    Está en la Lista de Medicamentos Esenciales de la Organización Mundial de la Salud .  En 2020, fue el medicamento número 124 más recetado en los Estados Unidos, con más de 5 millones de recetas.  

## Uso médico
Se utiliza para tratar tanto la diabetes de tipo 1 como la de tipo 2. Una reciente revisión sistemática Cochrane también comparó los efectos de la insulina detemir con la insulina NPH y otros análogos de insulina (insulina glargina, insulina degludec) tanto en niños como en adultos con diabetes de tipo 1. Con respecto al control de la glucemia, parece funcionar mejor que la insulina NPH, sin embargo este hallazgo fue inconsistente entre los estudios incluidos y los anteriores. En la misma revisión sistemática no se encontraron otras diferencias clínicamente significativas entre los diferentes análogos de insulina en adultos ni en niños.

## Efectos secundarios
Los efectos secundarios comunes incluyen niveles bajos de azúcar en sangre, reacciones alérgicas, dolor en el lugar de la inyección y aumento de peso.  Su uso durante el embarazo y la lactancia parece seguro. 

## Química
Se trata de un análogo de la insulina en el que un ácido graso (ácido mirístico) se une al aminoácido lisina en la posición B29. Se absorbe rápidamente, tras lo cual se une a la albúmina en la sangre a través de su ácido graso en la posición B29. A continuación, se disocia lentamente de este complejo.

## Sociedad y cultura
El 13 de junio de 2009, la Administración de Alimentos y Medicamentos de EE. UU. (FDA) emitió un aviso de salud pública para la insulina determir tras conocer que 129.000 viales robados habían reaparecido y se vendían en el mercado estadounidense. La FDA advirtió de que los viales robados "pueden no haber sido almacenados y manipulados adecuadamente y pueden ser peligrosos para el uso de los pacientes." Los viales robados se identificaron como lotes XZF0036, XZF0037 y XZF0038.